# لوسنيلدي بيريرا داسيلفا
لوسنيلدي بيريرا داسيلفا (بالبرتغالية: Lúcio Bala‏) لاعب كرة قدم برازيلي سابق، من مواليد 14 يناير 1975 في البرازيل.
لعب سابقا في لعدة أندية برازيلية منها نادي سانتوس، أتليتيكو مينيرو، فلامينغو ريغاتاس، في البرازيل ولعب أيضا لنادي القادسية الكويتي.

## روابط خارجية
- لوسنيلدي بيريرا داسيلفا على موقع دوري كوريا الجنوبية (الإنجليزية)
- لوسنيلدي بيريرا داسيلفا على موقع قاعدة بيانات كرة القدم.إي يو (الإنجليزية)